# Україна на Літній універсіаді 2019
Україна бере участь у Літній універсіаді 2019 у Неаполі (Італія) вчотирнадцяте за свою історію. Українські спортсмени посіли 11 місце, вигравши 20 медалей, з них 6 золотих.

## Медалісти
| Марія Миколенко    |
| Анастасія Голєнєва |
| Катерина Климюк    |
| Тетяна Мельник     |

| Вадим Прокопенко   |
| Кирило Марченко    |
| Юрій Кондраков     |
| Іван Ткаченко      |
| Сергій Павлов      |
| В'ячеслав Петров   |
| Артем Ковальов     |
| Михайло Горобченко |
| Андрій Мироненко   |
| Віталій Зотов      |
| Ілля Сидоров       |

| Олена Дяченко    |
| Вікторія Фотієва |
| Валерія Ханіна   |
| Дар'я Мурай      |
| Анастасія Возняк |

| Олена Собчук       |
| Марія Філюк        |
| Валентина Мирончук |

| Олена Дяченко    |
| Вікторія Фотієва |
| Валерія Ханіна   |
| Дар'я Мурай      |
| Анастасія Возняк |

| Олена Дяченко    |
| Вікторія Фотієва |
| Валерія Ханіна   |
| Дар'я Мурай      |
| Анастасія Возняк |

| Ірина Хочина     |
| Поліна Родіонова |

| Артем Овчинников |
| Поліна Родіонова |